# Amelia Atwater-Rhodes
Amelia Atwater-Rhodes, född 16 april 1984 i Silver Spring, Maryland, är en amerikansk författare av fantasy- och ungdomsböcker.

## Biografi
Atwater-Rhodes är uppvuxen i Concord, Massachusetts. Hon fick sitt första bokkontrakt redan vid 14 års ålder med In the forests of the night (1999). Atwater-Rhodes har sedan debuten gett ut närmare 20 fantasy- och ungdomsböcker och har även studerat psykologi och engelska på University of Massachusetts. Hon bor idag i Massachusetts.